# フェリックス・ブーレ

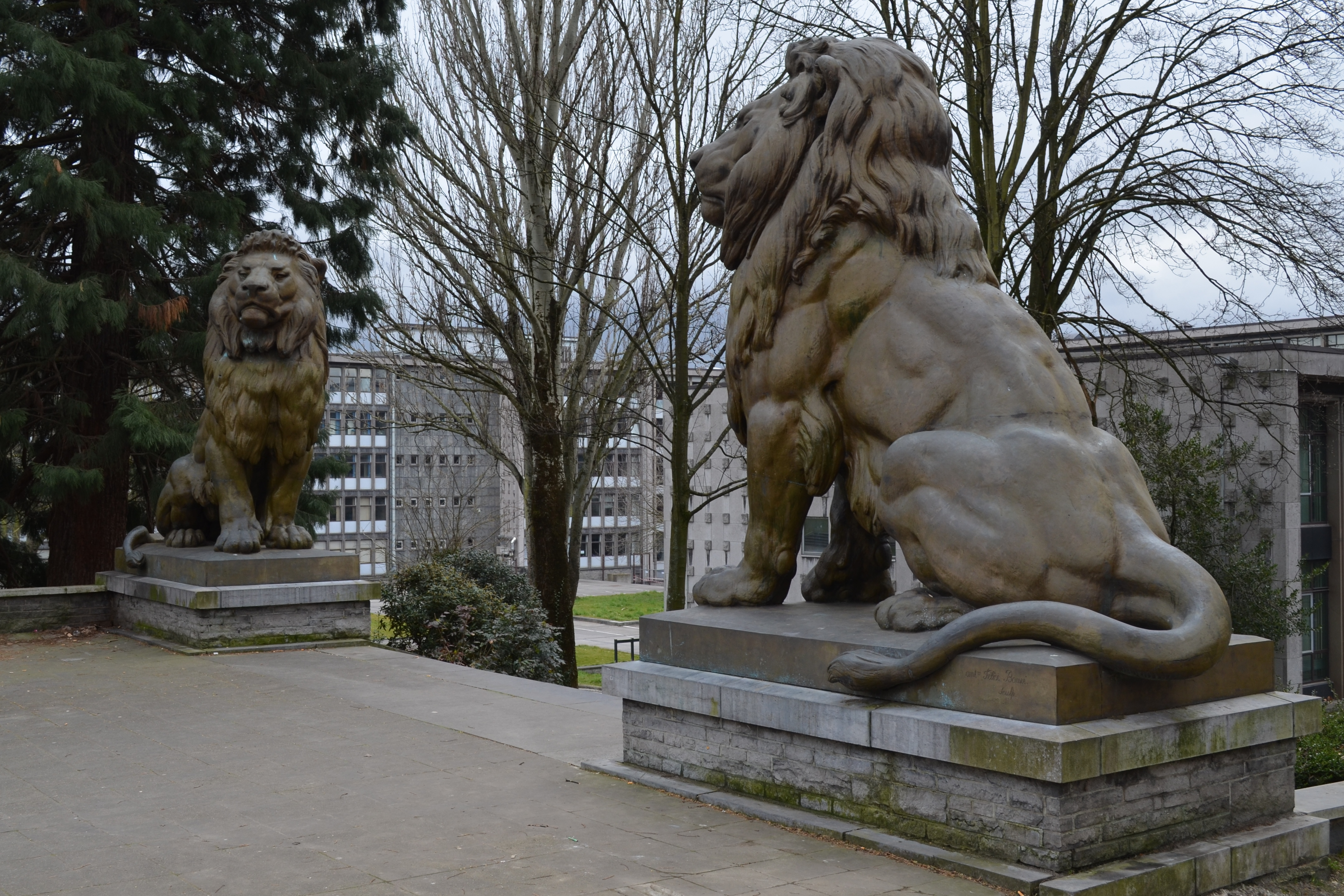
シャルルロワの公園（Parc Jacques Depelsenaire）のブーレ作のライオン像

アントワーヌ・フェリックス・ブーレ（Antoine Félix Bouré、1831年7月18日 - 1883年4月8日）は、ベルギーの彫刻家である。威厳のある多くのライオンのモニュメントを制作したことで知られている。

## 略歴
ブリュッセルで生まれた。8歳違いの兄のポール・ブーレ（Paul Bouré: 1823-1848)はイタリアに留学し、彫刻家として才能を示したが、25歳で病死した。フェリックス・ブーレは1846年に兄と同じようにブリュッセル王立美術アカデミーに入学し、彫刻家のルイ・ジェオット（Louis Jehotte）に学んだ。1852年に卒業すると彫刻家ギヨーム・ギーフ（Guillaume Geefs: 1805–1883）の工房で働き、1853年にイタリア、フィレンツェに住む叔父の家に滞在し、フィレンツェの美術館などを訪れて研究し、フィレンツェの彫刻家、アリストデモ・コストーリ（Aristodemo Costoli: 1803-1871）の弟子になった。
1861年から公共機関からの注文が得られるようになり、ブリュッセルの市庁舎(Stadhuis)や裁判所(Justitiepaleis)、議事堂(Paleis der Natie)の装飾彫刻などの仕事をした。ブリュッセルの文化団体「Les Vrais Amis de l'Union et du Progrès Réunis」のメンバーになり、彫刻家のシャルル・オーギュスト・フレカン（Charles Auguste Fraikin: 1817-1893）と友人になった。 
画家で美術のパトロンのヴィルジニー・ボヴィエ（Virginie Bovie: 1821–1888）の私設美術館の展示会で何度か作品を展示した後、1868年に設立された自由美術協会(Société Libre des Beaux-Arts)の創立会員になった。自由美術協会ではシャルル・ヴァン・デル・スタッペンとの2人だけが彫刻家であった。自由美術協会の展覧会に1875年まで毎回作品を出展した。
1870年代には当時ブリュッセルで仕事をしていたオーギュスト・ロダン（1840-1917）の友人となり、ロダンの彫刻、『青銅時代』が人体から直接、型を取って制作したのではないかという論争になった時、反論する証言を行った。
1872年にはブリュッセルのアカデミー宮殿(Academiënpaleis)
の2体のライオン像を制作した。威厳のある多くのライオンのモニュメントを制作したことで知られていて、ブーレが制作したライオン像にはリエージュ州のジレップ・ダム(Gileppe に建てられた高さ1.5mの砂岩で制作されたライオン像などがある。
1883年にイクセルで没した。

## 作品

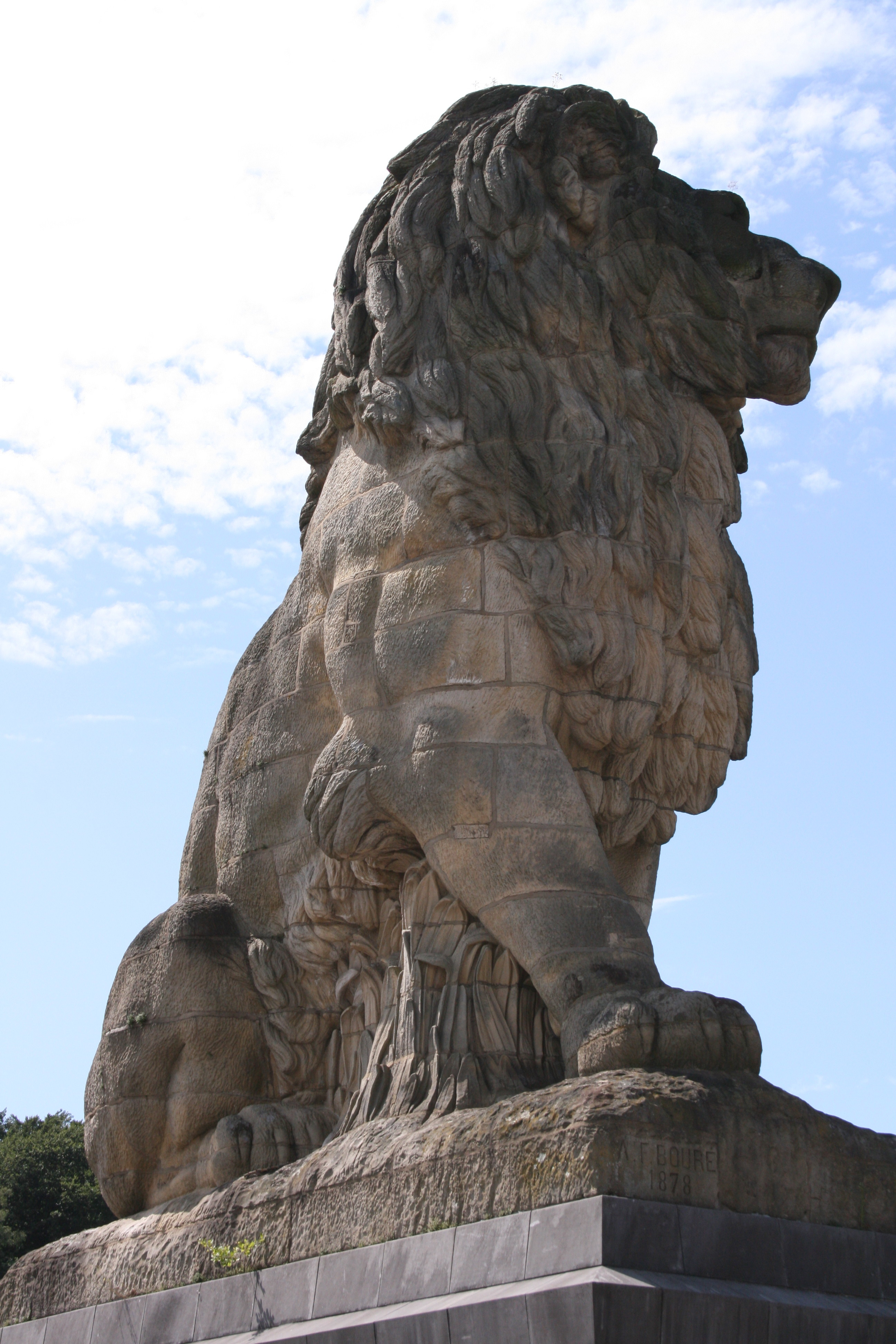
ジレップ・ダムのライオン像
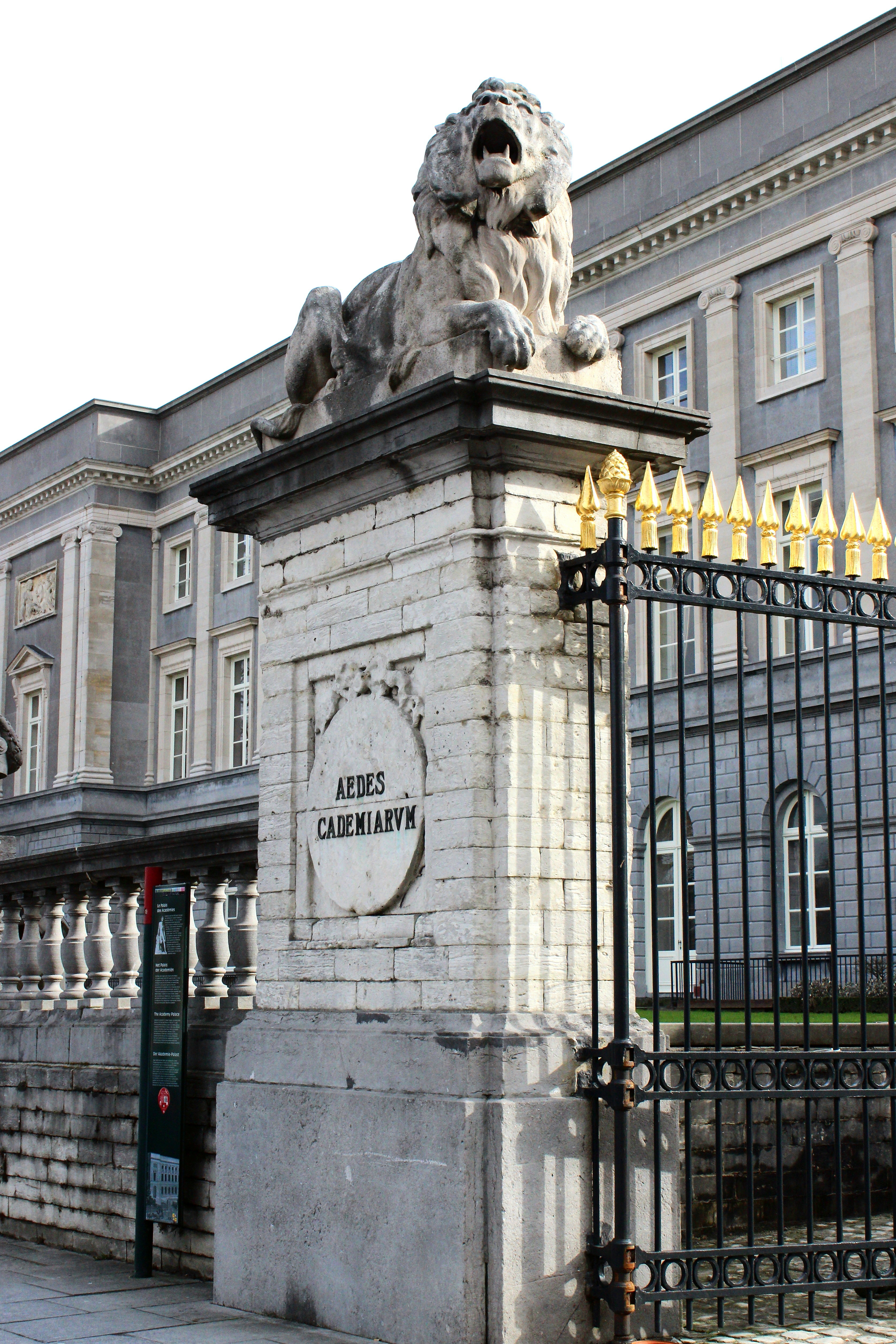
アカデミー宮殿のライオン像
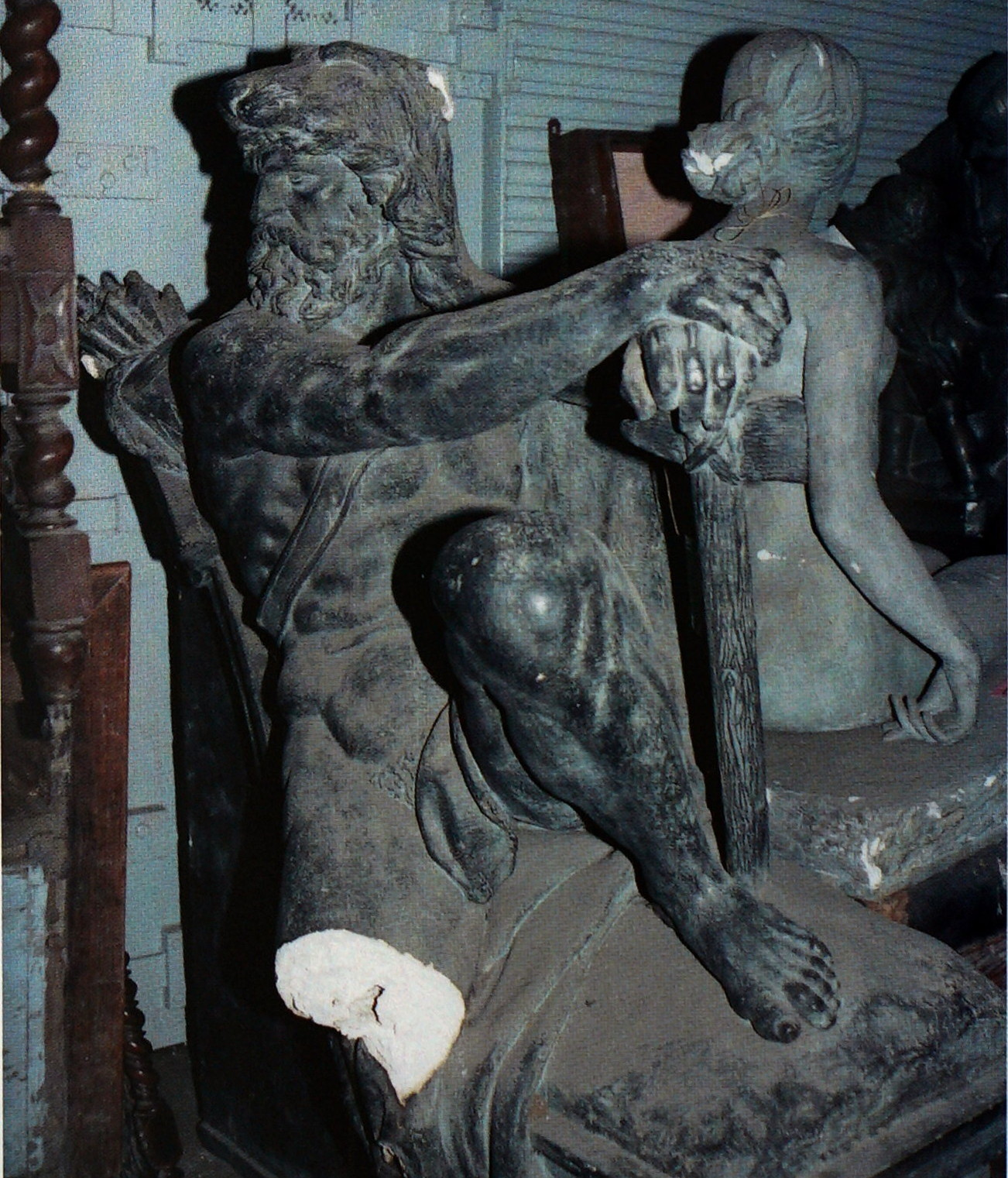
アンビオリクス (1865)